# Friedrich Eberhard von Rochow

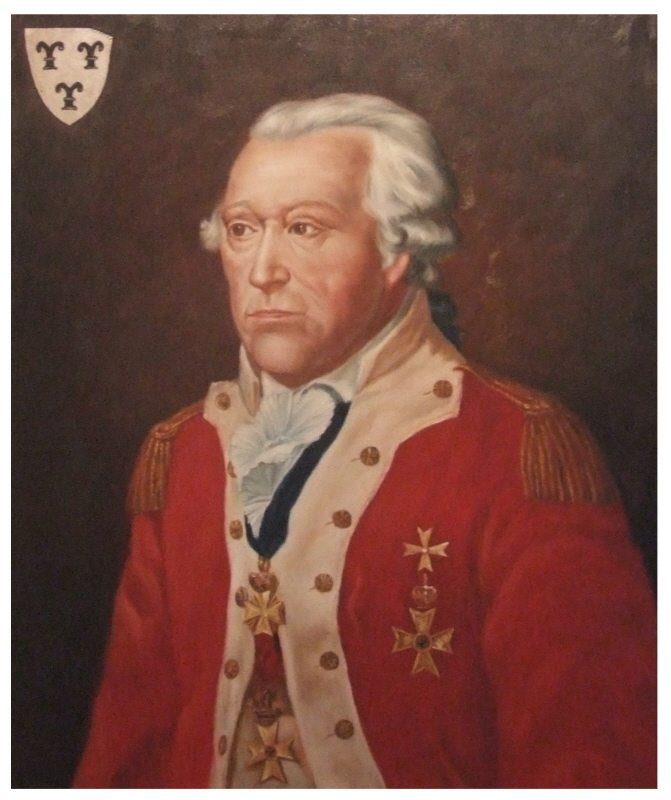
Friedrich Eberhard von Rochow.

Friedrich Eberhard von Rochow, född 11 oktober 1734 i Berlin, död 16 maj 1805 på Schloss Reckahn, var en tysk aristokat, pedagog och filantrop. Von Rochow var författare till en populär handbok för barn. Han grundade många folkskolor.